# Arum maculatum
Espèce
Classification phylogénétique
Statut de conservation UICN

 LC  : Préoccupation mineure
L’Arum tacheté ou le Gouet tacheté (Arum maculatum) est une espèce de plantes à fleurs de la famille des Araceae. C'est une plante herbacée des régions tempérées . L'inflorescence sapromyophile émet de la chaleur et diffuse des odeurs d'excréments pour attirer de petites mouches qui assurent la pollinisation. Il est parfois appelé la Chandelle, le Pied-de-veau, le Manteau de la Sainte-Vierge, la Pilette ou la Vachotte.

## Phytonymie
Arum en latin et aron en grec désignaient diverses espèces de ce genre. La forme des feuilles a suscité autrefois le surnom de pied-de-veau car elle évoque les traces de pas laissées par les sabots des bovins. Une légende religieuse prétend que cet Arum a poussé au pied de la croix et que les taches sur les feuilles correspondant aux gouttes du sang du Christ. L'arum tacheté fut jadis qualifié de « vit de prêtre » ou « de chien » pour la grêle et blême érection de son spadice. Cette image grivoise fait référence à l'abstinence des prêtres qui était supposée avoir une influence sur la taille de leur pénis.

## Histoire
Jadis, Arum maculatum était considéré comme une plante magique associée à la magie blanche. Autrefois on pensait que le tubercule du pied-de-veau enveloppé dans une feuille de laurier d'Apollon favorisait les entreprises juridiques.

## Description

### Appareil végétatif
L'Arum tacheté est une plante vivace (un géophyte), de 20 à 50 cm de haut, poussant sur une tige souterraine épaissie en forme de tubercule.
Les feuilles vertes et luisantes qui apparaissent tôt au printemps (à la différence de celles de l'arum d'Italie qui apparaissent en automne) sont portées par un pétiole deux fois plus long que le limbe. Celui-ci est hasté-sagitté avec deux oreillettes triangulaires écartées, aiguës au sommet. Il est parfois maculé de taches brunes ou parfois entièrement vert (variété immaculatum). Les feuilles, caoutchouteuses au toucher, disparaissent en été.

### Appareil reproducteur
De la rosette, surgit au mois de mai une inflorescence formée d'un spadice charnu odorant enveloppé par une spathe vert jaunâtre ou violacée, en forme de flamme. Un renflement à la base de la spathe, appelé chambre florale, forme à floraison un piège à insectes. Attirés par les odeurs exhalées par le spadice (plante sapromyophile), ils tombent à l'intérieur de cette chambre. Sur le spadice terminé par une massue rouge violacée, des poils les empêchent de ressortir par le haut, les parois internes de la spathe sont glissantes et laissent exsuder un liquide nourricier. 
L'inflorescence comporte une grande spathe entourant un axe charnu, le spadice 2 à 3 fois plus court. Les fleurs unisexuées sont disposées en anneaux : en bas les fleurs femelles puis au-dessus les fleurs mâles dans un anneau 2 à 3 fois plus court, entouré de filaments. La floraison a lieu en mai. Les fleurs femelles à la base du spadice s'ouvrent en premier et sont donc fécondées par les petites mouches du genre Psychoda porteuses de pollen provenant d'autres plantes. Le deuxième jour, ce sont les fleurs mâles qui libèrent leur pollen, après quoi l'intérieur de la spathe s'assèche, les poils se relâchent et les Psychoda peuvent s'échapper, emportant le pollen vers d'autres plantes. Ce phénomène ne dépasse pas 72 heures.
Ne subsiste plus tard dans la saison que l'axe du spadice portant un épi de 10 à 20 baies très serrées, d’abord vert vif puis rouge vif, familièrement appelées « raisins de serpent ». Les baies et les feuilles contiennent des cristaux d'oxalate de calcium minuscules et très irritants, et des composés toxiques (un hétéroside cyanogénétique et un alcaloïde).
La diffusion des odeurs par le spadice est facilitée par un important dégagement de chaleur produit au niveau des mitochondries par un phénomène métabolique nommé thermogenèse. Les tissus d’Arum maculatum produisent jusqu'à 400 mW g-1 alors qu'un colibri en vol ne produit que 240 mW g-1. Les deux zones de plus grande activité métabolique sont l'extrémité du spadice (l'appendice) et la zone des fleurs mâles.

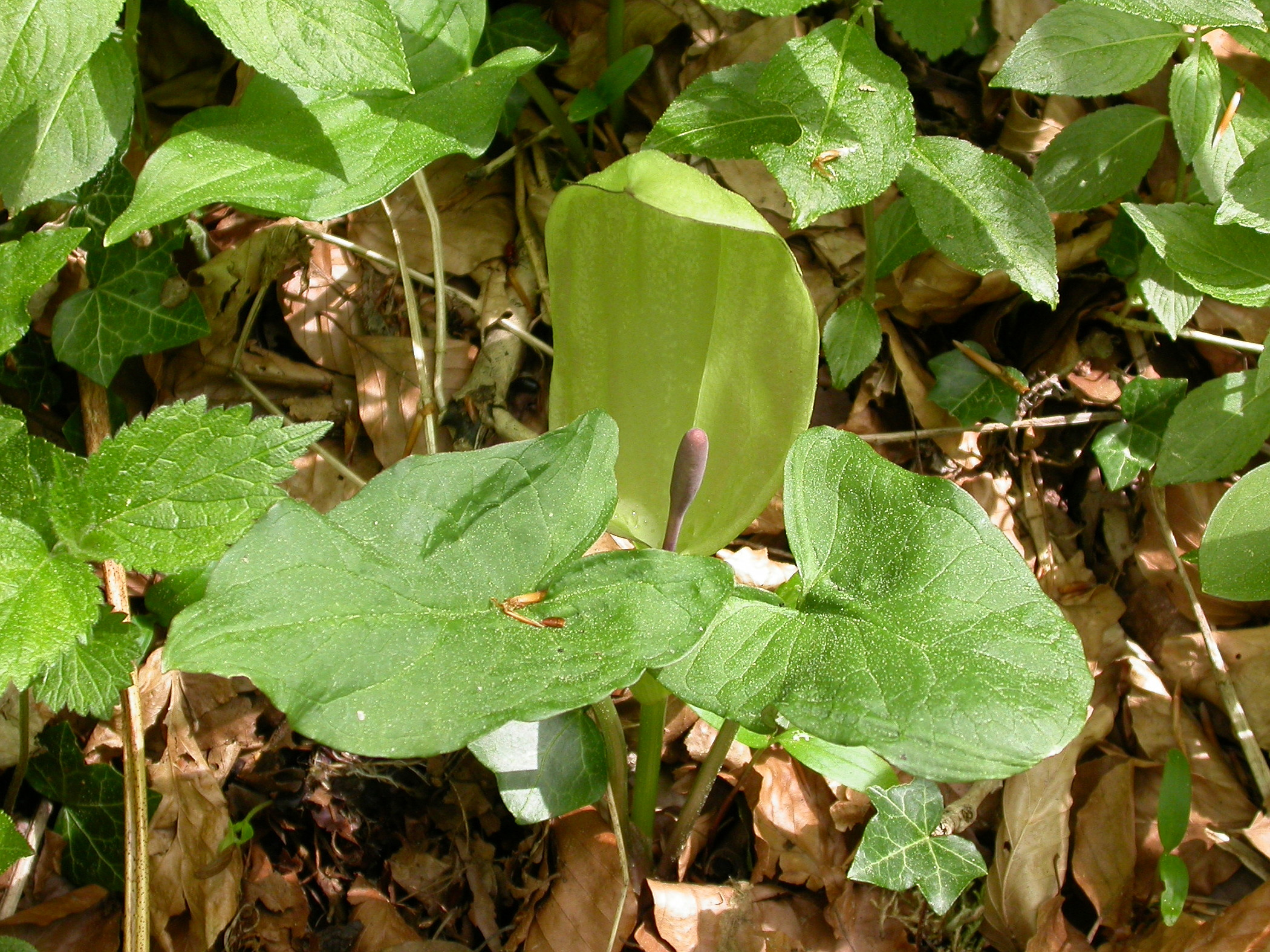
Plante entière avec des feuilles immaculées (variété immaculatum).
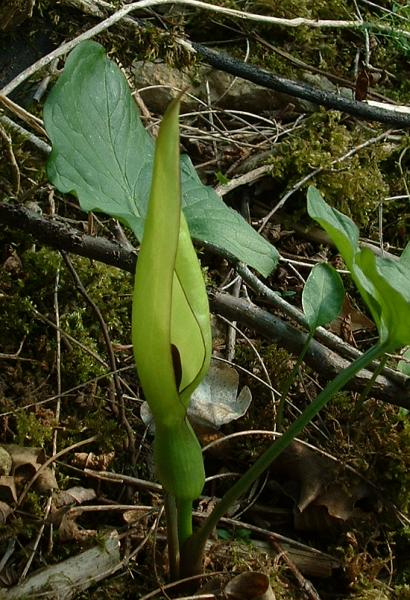
L'inflorescence.
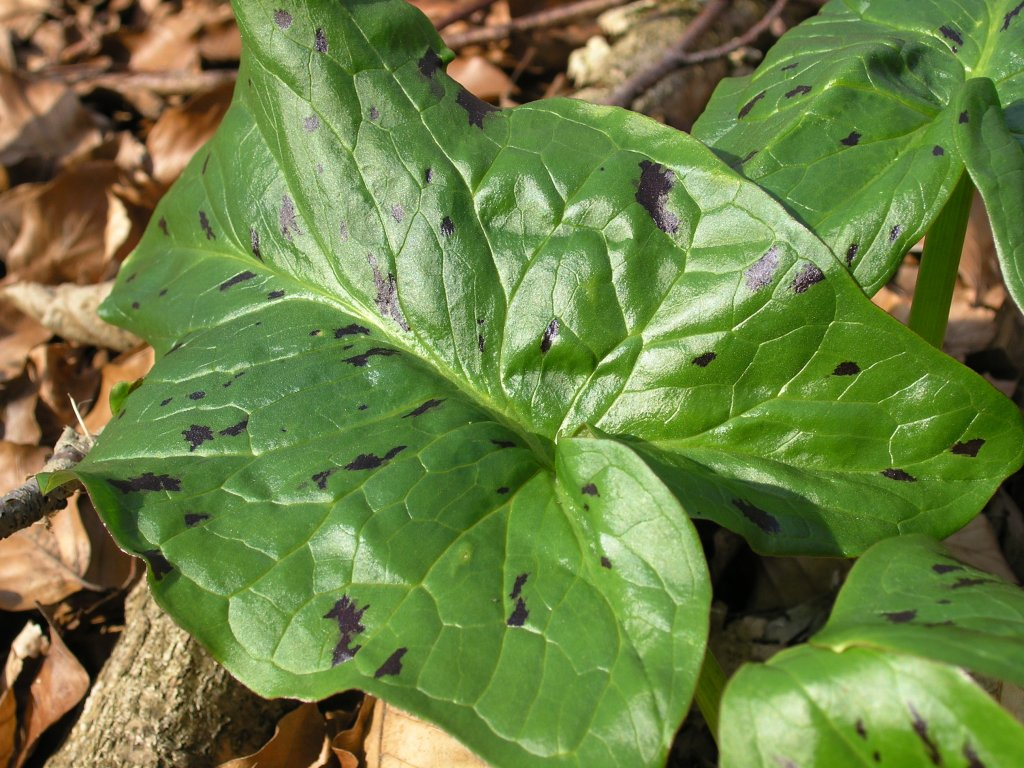
Les feuilles hastées tachetées de noir, à nervation brochidodrome[8].
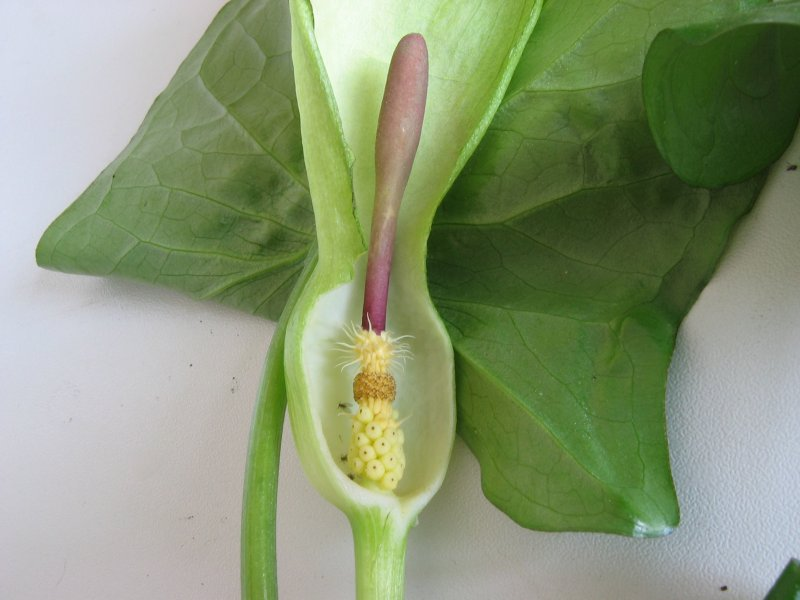
Chambre ouverte montrant les anneaux de fleurs unisexuées.
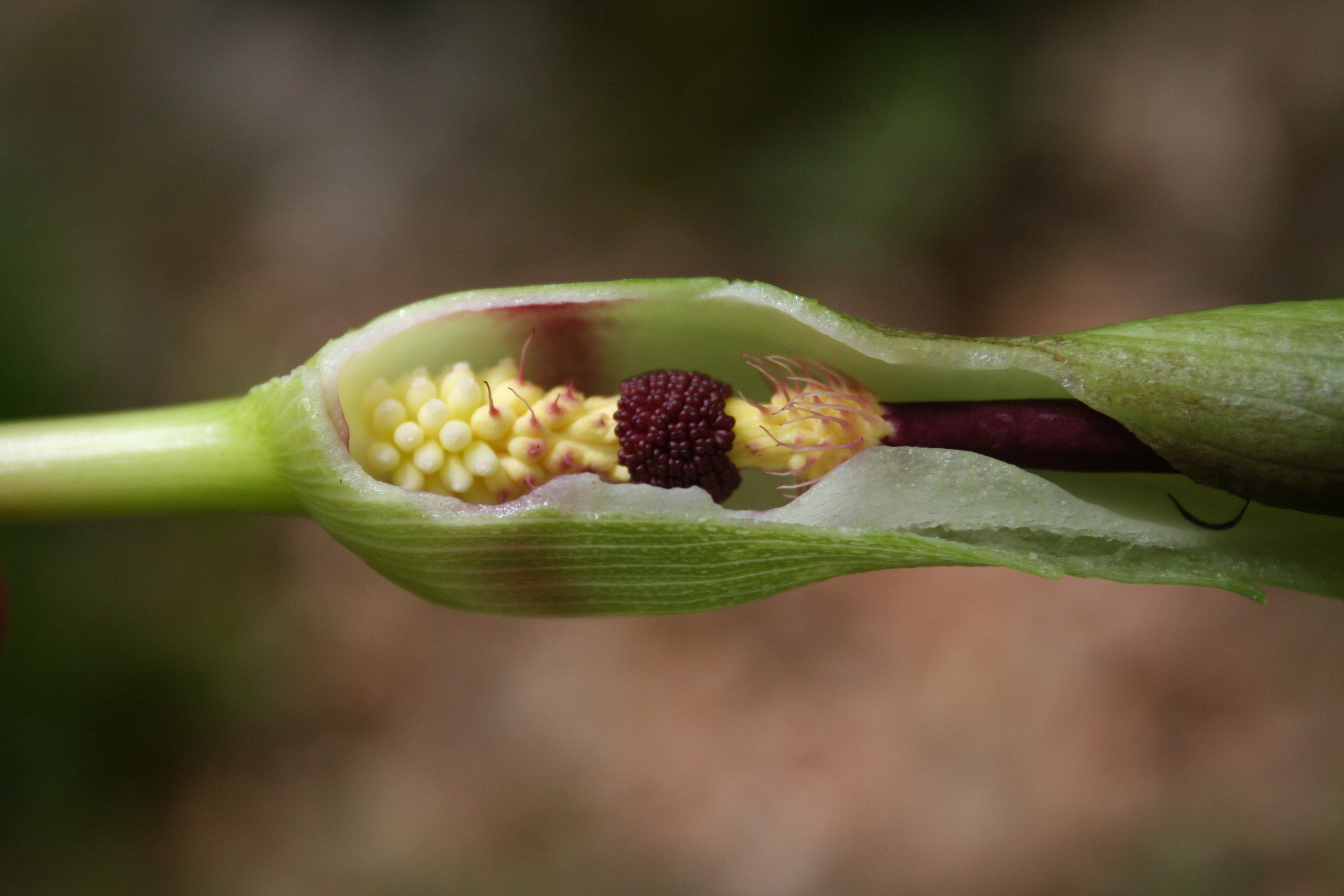
Spathe ouverte montrant les poils du spadice et les fleurs mâles et femelles.
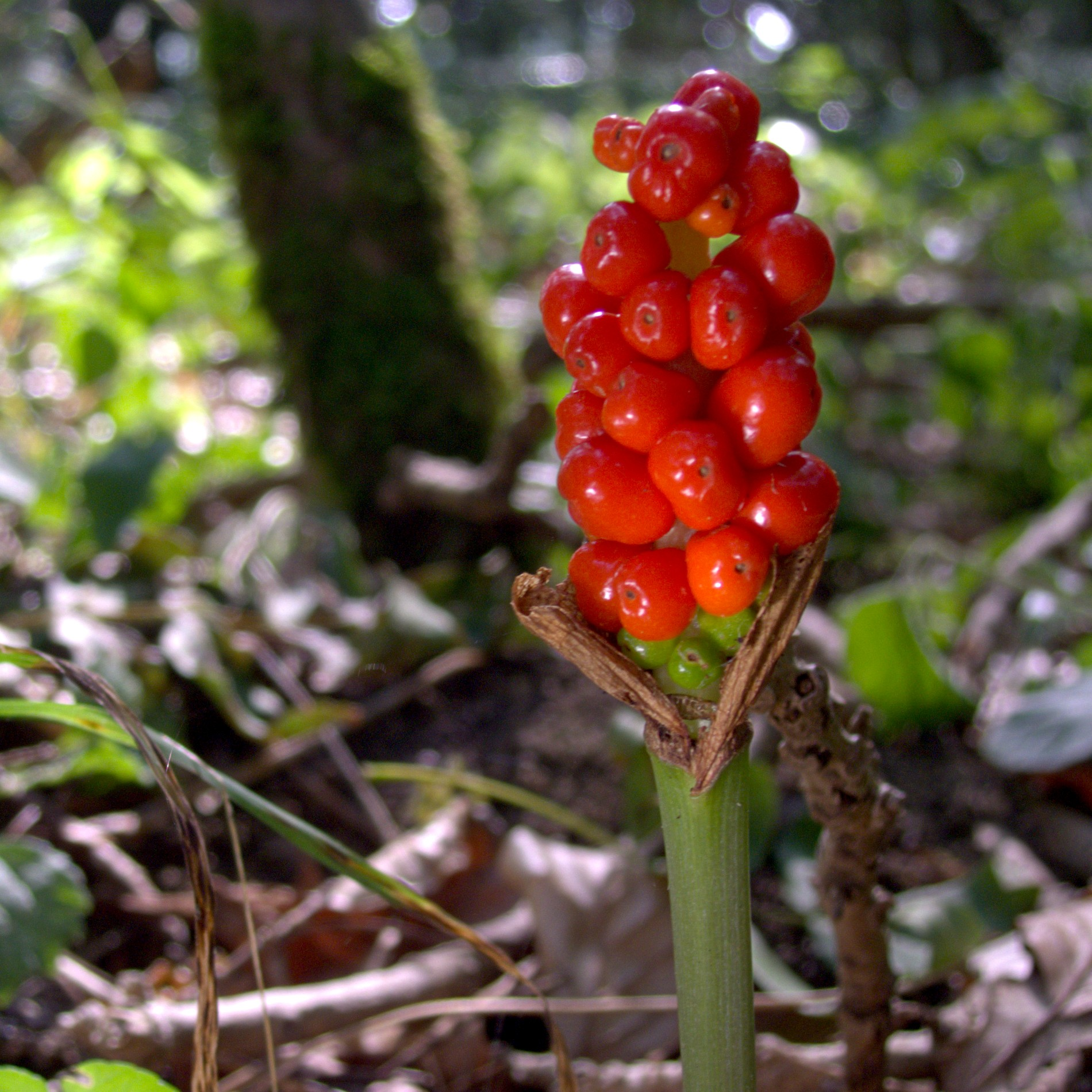
Les « raisins de serpent ».

### Confusions possibles
La différence majeure entre Arum maculatum et Arum italicum tient à la couleur du spadice : il est violet chez maculatum et jaune chez italicum.
Arum maculatum voit ses feuilles vertes et luisantes qui apparaissent tôt au printemps tandis que chez Arum italicum les feuilles veinées de blanc apparaissent en automne et disparaissent l'été suivant.

## Écologie
L'Arum tacheté se rencontre presque partout en France mais toutefois plus rarement dans les régions méditerranéennes. On le rencontre aussi en Europe, de l'Espagne à la Suède et du Royaume-Uni à la Hongrie. Il croît aussi en Biélorussie, Ukraine et Turquie.
Le gouet tacheté croît en milieu forestier et fruticées argilo-calcaires, supportant difficilement la concurrence d'autres plantes de sous-bois. C'est une espèce d'ombre croissant sur sols profonds. Sa culture dans les jardins d'ornement est difficile. Au bout de 20 à 30 ans selon les conditions, cette espèce peut coloniser de nouvelles zones boisées par des feuillus, à proximité d'anciennes zones boisées, si le sol est suffisamment riche en humus.

## Composition
Comme pour toutes les Aracées, toutes les parties de la plante renferment de l'oxalate de calcium sous forme de raphides, c'est-à-dire de fines aiguilles microscopiques qui facilitent la pénétration de composés toxiques qui peuvent occasionner des irritations aux muqueuses des herbivores qui tentent d’en manger.
Les tubercules contiennent une grande proportion d'amidon et ces cristaux d'oxalate de calcium qui les rendent impropres à la consommation sans préparation. Ils contiennent également des saponines et une essence âcre.
Les feuilles contiennent des alcaloïdes dont la nicotine et trois amines primaires. Elles sont riches en acide oxalique qui, en cas d'ingestion, provoque une irritation buccopharyngée qui s'accompagne parfois de brûlures ou d'ulcérations buccales et d'une hypersialorrhée. Une tuméfaction de la langue ou un œdème de la gorge constituent une urgence pour la prise en charge à cause du risque d’asphyxie. Des troubles digestifs irritatifs (nausées, vomissements, diarrhées, douleurs abdominales) sont parfois observés.
Des enfants attirés par les baies d'un rouge vif, au goût agréable et légèrement sucré au début, s'empoisonnent en les mangeant. La saveur âcre des fruits et des feuilles une fois mâchés met plusieurs secondes à se manifester et dissuade généralement d'en reprendre. Ils présentent d'abord des brûlures et des picotements dans la bouche allant jusqu'à l'envie de vomir, puis, s'ils en reprennent, des douleurs digestives.
L'odeur émise par l'inflorescence se compose principalement de 2-heptanone, indole, germacrène et p-crésol.

## Utilisations
Toutes les parties de la plante sont toxiques. Leur ingestion provoque des inflammations et des œdèmes des muqueuses buccales pouvant aller jusqu'à provoquer l'asphyxie. L'ingestion massive des baies cause des troubles digestifs, nerveux, cardiaques, pouvant se conclure par la mort d'herbivores consommant ces fruits. Cette toxicité a valu aux Arums plusieurs noms autour des serpents (symbole du « malin », le diable) comme viande de vipère, en lien avec une croyance populaire qui prêtait à ces reptiles la capacité de manger les fruits pour reconstituer leur venin.
La plante est utilisée des façons suivantes :
- En cataplasme, la plante est réputée pour soigner les cors, panaris et verrues[14].
- Les tubercules de gouet tacheté et de gouet d'Italie ont été consommés comme féculent à partir de l'Antiquité dans différentes régions d'Europe sous forme de pain ou de gâteaux, notamment en période de disette[15]. Toxiques à l'état frais, ils doivent être épluchés et bouillis à plusieurs eaux de nombreuses fois pour que les composés toxiques solubles soient éliminés.
- Au Royaume-Uni, la boisson Saloop est parfois un salep réalisé avec de la farine de tubercule d'Arum maculatum ou de Maranta arundinacea[16].
- L'espèce est cultivée comme plante ornementale dans les jardins ombragés où la grappe de baies écarlates forment un contraste saisissant du paysage. Les variétés à feuilles marbrées et panachées sont recherchées pour leur intérêt décoratif[17].